# Calobre
Calobre è un comune (corregimiento) della Repubblica di Panama situato nel distretto di Calobre, provincia di Veraguas, di cui è capoluogo. Si estende su una superficie di 84,8 km² e conta una popolazione di 2.514 abitanti (censimento 2010).